# Política da Guiné-Bissau
O Sistema Político da Guiné-Bissau ocorre em um contexto multi-partidário de uma república semi-presidencial em uma democracia representativa em transição, por meio do qual o presidente é chefe de estado e o primeiro-ministro é chefe de governo . O poder executivo é exercido pelo governo, enquanto o  poder legislativo é investido tanto pelo governo quanto pela Assembleia Nacional Popular. O Poder Judiciário é independente do executivo e legislativo.
Desde 1994, o sistema partidário é dominado pelos socialistas do Partido Africano para a Independência da Guiné e Cabo Verde e do Partido de Renovação Social.
Apesar do quadro democrático e constitucional, os militares têm exercido parcela substancial do poder e interferiram várias vezes na liderança civil desde que eleições multipartidárias foram instituídas em 1994. Nos últimos tempos, Guiné-Bissau sofreu vários golpes de Estado, uma guerra civil, uma tentativa de golpe, e um assassinato presidencial pelos militares. Somente um presidente atuou um período de 5 anos completo, José Mário Vaz.

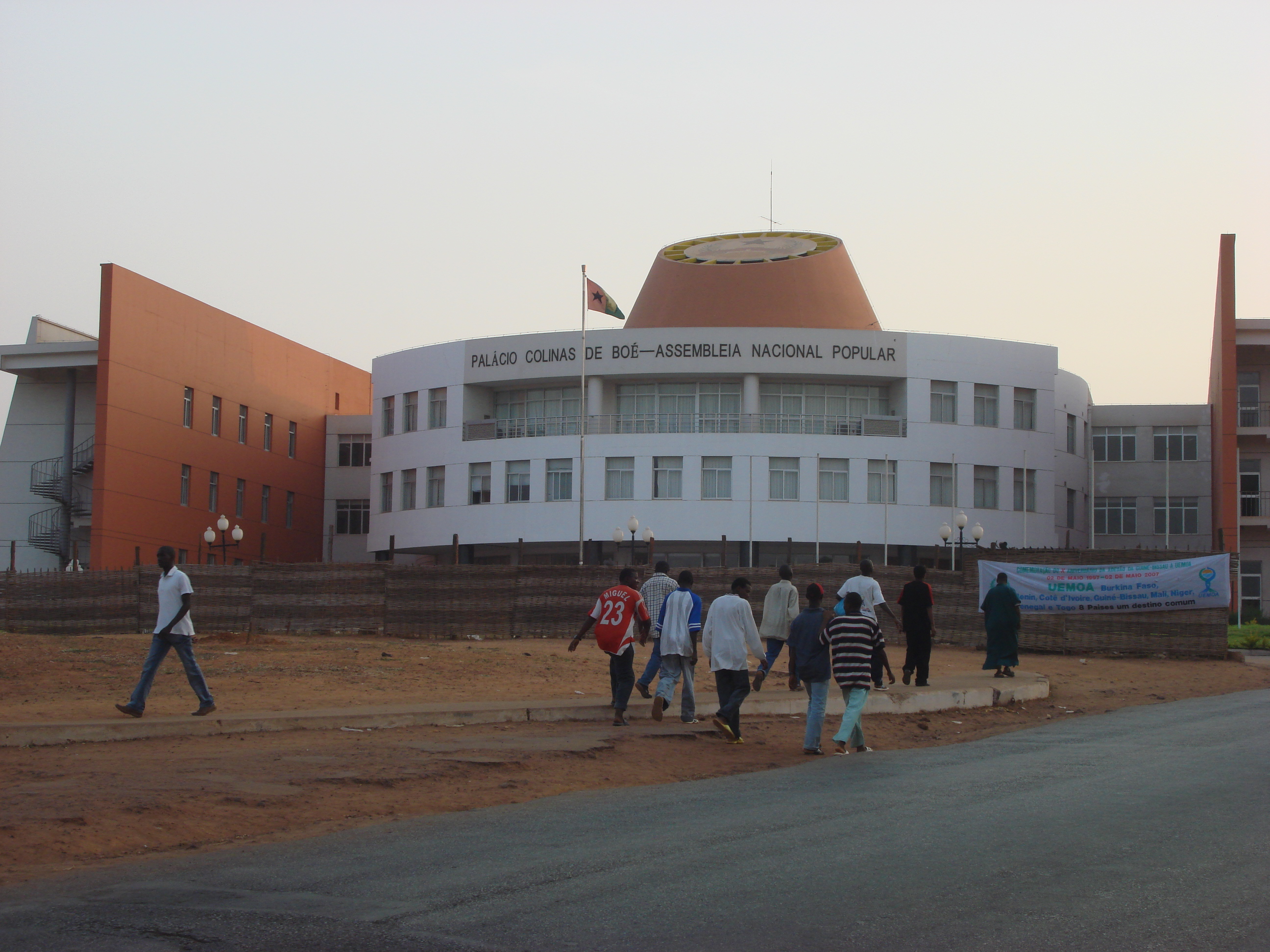
Assembleia Nacional Popular da Guiné-Bissau